# Céfamandole
Le céfamandole est une molécule antibiotique, appartenant à la famille des céphalosporines de deuxième génération. Elle est administrée par voie intraveineuse ou intramusculaire.

## Mode d'action
Le céfamandole inhibe la PLP, enzyme permettant la synthèse du peptidoglycanne bactérien.